# Amore e tradimento
Amore e tradimento è un film muto italiano del 1910 diretto da Luigi Romano Borgnetto.